# 道の駅吉野路 大淀iセンター
道の駅吉野路 大淀iセンター（みちのえき よしのじ おおよどあいセンター）は、奈良県吉野郡大淀町芦原にある国道169号の道の駅である。

## 施設
- 駐車場
  - 普通車：63台
  - 大型車：4台
  - 身障者用駐車場：2台
- トイレ
  - 男：大・小7
  - 女：8
  - 身障者用：1
- 公衆電話
- 休憩所
- 情報展示コーナー
- 情報コーナー
- 観光情報コーナー
- 物産売店（8:30 - 18:00）
- 喫茶・軽食（8:00 - 18:00）

### 管理団体
- 大淀町

## 休館日
- 毎週火曜日（祝日の場合、翌日）
- 12月30日 - 1月6日

## アクセス
- 国道169号 - 登録路線
  - 奈良県道222号今木出口線（国道169号線混雑時には、吉野・熊野方面への迂回路として使われる）

## 周辺
- 吉野川
- 芦原峠
- 世尊寺
- 大阿太高原
- 吉野山
- 金峯山寺